# 黃良驥
黃良驥（？—？），台灣明鄭時期的軍事將領。1664年，隨鄭經來台，起初擔任土武鎮，後升任建威中鎮。1674年，從王鄭經西征閩南漳、泉、興化等地。1679年，戰敗返回東寧，並曾與鄭經宴樂圍射於洲仔尾。1680年，前往雞籠山守城。1683年，清水師提督施琅率領大軍進犯澎湖，並於澎湖海戰中擊敗了劉國軒，劉國軒敗逃東寧。鄭克塽聞訊後，召集文武大臣商討應對之策。黃良驥進諫攻取呂宋再戰，得到了中書舍人鄭得瀟、提督中鎮洪邦柱等人的贊同，國舅馮錫範亦啟奏克塽接納此計。然而，卻在劉國軒的強力阻止下作罷，降清，黃良驥亦西渡大清國。